# Мунова азбука
Мунов систем читања испупчења (Мунова азбука, или Мунов код) је систем писања за слепе, користећи испупчене симболе већином преузетих из поједностављене латинице. Верује се да је једноставније научити и разумети је него Брајеву азбуку, лако могу да је науче људи који су у каснијем добу ослепели, и већ познају класичан начин писања слова.
Мунову азбуку саставио је др Вилијам Мун (William Moon) (1818 - 1894), слепи Енглез. Прво је најавио своје идеје 1843. и објавио их шематски 1845.
Још увек је могуће набавити литературу писану Муновом азбуком од Националног института за слепе у Стокпорту (Stockport); ипак изван Уједињеног Краљевства није много познат.

## Слова

### Бројеви
| Почетак | 1 | 2 | 3 | 4 | 5 | 6 | 7 | 8 | 9 | 0 |
| ------- | - | - | - | - | - | - | - | - | - | - |
|         |   |   |   |   |   |   |   |   |   |   |

### Интерпункција и разно
| - | ( ) | ! | ? | , | . | ' | & |
| - | --- | - | - | - | - | - | - |
|   |     |   |   |   |   |   |   |

## Сличности са латиницом
Мунова азбука подељена је на три групе, у зависности од сличности са латиницом
| Иста као латинична | Иста као латинична | Иста као латинична | Иста као латинична | Иста као латинична | Иста као латинична | Иста као латинична | Иста као латинична |
| C                  | I                  | J                  | L                  | O                  | U                  | V                  | Z                  |
| ------------------ | ------------------ | ------------------ | ------------------ | ------------------ | ------------------ | ------------------ | ------------------ |
|                    |                    |                    |                    |                    |                    |                    |                    |

| Слична латиничним | Слична латиничним | Слична латиничним | Слична латиничним | Слична латиничним | Слична латиничним | Слична латиничним | Слична латиничним | Слична латиничним | Слична латиничним | Слична латиничним | Слична латиничним | Слична латиничним |
| A                 | B                 | D                 | E                 | F                 | K                 | M                 | N                 | P                 | Q                 | S                 | T                 | X                 |
| ----------------- | ----------------- | ----------------- | ----------------- | ----------------- | ----------------- | ----------------- | ----------------- | ----------------- | ----------------- | ----------------- | ----------------- | ----------------- |
|                   |                   |                   |                   |                   |                   |                   |                   |                   |                   |                   |                   |                   |

| Без сличности са латиничним | Без сличности са латиничним | Без сличности са латиничним | Без сличности са латиничним | Без сличности са латиничним |
| G                           | H                           | R                           | W                           | Y                           |
| --------------------------- | --------------------------- | --------------------------- | --------------------------- | --------------------------- |
|                             |                             |                             |                             |                             |

## Типови слова
Ради лакшег учења слова су подељена и у 6 група по сличности међу собом.
| Оштар угао | Оштар угао | Оштар угао | Оштар угао |
| A          | V          | K          | X          |
| ---------- | ---------- | ---------- | ---------- |
|            |            |            |            |

| Прав угао | Прав угао | Прав угао | Прав угао |
| E         | M         | L         | Y         |
| --------- | --------- | --------- | --------- |
|           |           |           |           |

| Линија | Линија | Линија | Линија |
| I      | T      | R      | S      |
| ------ | ------ | ------ | ------ |
|        |        |        |        |

| Полукруг | Полукруг | Полукруг | Полукруг |
| C        | D        | U        | W        |
| -------- | -------- | -------- | -------- |
|          |          |          |          |

| Продужени полукруг | Продужени полукруг | Продужени полукруг | Продужени полукруг |
| B                  | J                  | F                  | G                  |
| ------------------ | ------------------ | ------------------ | ------------------ |
|                    |                    |                    |                    |

| N облици, круг и кука | N облици, круг и кука | N облици, круг и кука | N облици, круг и кука | N облици, круг и кука | N облици, круг и кука |
| N                     | Z                     | O                     | H                     | P                     | Q                     |
| --------------------- | --------------------- | --------------------- | --------------------- | --------------------- | --------------------- |
|                       |                       |                       |                       |                       |                       |